# Clarence Ray Allen

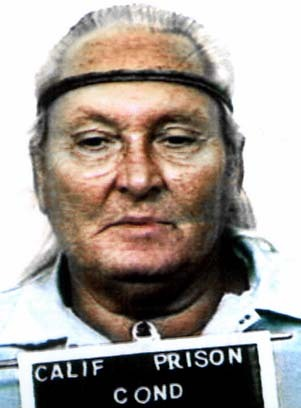
Clarence Ray Allen

Clarence Ray Allen (Blair (Oklahoma), 16 januari 1930 — gevangenis San Quentin (Californië), 17 januari 2006) was een Amerikaanse gevangene die geëxecuteerd is door middel van een dodelijke injectie op 17 januari 2006 in San Quentin State Prison in Californië. Allen zat achter de tralies voor inbraak en werd in 1982 veroordeeld als opdrachtgever voor drie moorden op getuigen die hem achter de tralies hadden gebracht wegens een eerdere moord. Allen zelf zei onschuldig te zijn, na een uitspraak van het Amerikaanse Supreme Court op de dag ervoor (16 januari). Een dag na zijn 76e verjaardag kreeg hij de dodelijke injectie. Allen had hartklachten en suikerziekte, zat in een rolstoel en was blind en bijna doof op het tijdstip van zijn executie. Gouverneur Arnold Schwarzenegger van Californië weigerde om hem gratie te verlenen.
Clarence Ray Allen was de op een na oudste gevangene die in de Verenigde Staten is geëxecuteerd sinds 1976 toen de uitvoering van de doodstraf in de Verenigde Staten opnieuw werd ingevoerd. De oudste was John B. Nixon (77) die in december 2005 in de staat Mississippi werd geëxecuteerd.